# Sphaerostephanos convergens
Sphaerostephanos convergens är en kärrbräkenväxtart som beskrevs av Holtt. Sphaerostephanos convergens ingår i släktet Sphaerostephanos och familjen Thelypteridaceae. Inga underarter finns listade.